# Río Oruchat
El río Oruchat (en ruso: Оручат) es un río del Gran Cáucaso en el distrito de Karacháyevsk de la república de Karacháyevo-Cherkesia del sur de Rusia, en la reserva natural de Teberdá. Desemboca en el Nazalikol, afluente del Dhzmagat y éste del Teberdá, que desemboca en el río Kubán.

## Curso
El río nace en la vertiente norte del Nazalibek (3406 m). Su curso de 3.5 km discurre ladera abajo en dirección norte-noroeste antes de desembocar en la orilla derecha del río Nazalikol en su curso bajo.